# Brentford Football Club
El Brentford Football Club és un club de futbol anglès de la ciutat de Londres, al barri de Brentford. Actualment juga a la Premier League.

## Història

Posicions del club des de la temporada 1920-21.

El club nasqué el 10 d'octubre de 1889 en una reunió entre membres del Brentford Rowing Club, els quals havien d'escollir entre quin esport practicar durant els mesos d'hivern, si el futbol o el rugbi. L'any 1920 fou membre fundador de la Third Division South. Després de diversos intents d'ascens a la Segona Divisió, no fou fins a la temporada 1932-33 en què assolí l'objectiu. Dues temporades més tard aconseguí ascendir a la First Division. Aquesta fou la dècada més destacada del club. Durant la Segona Guerra Mundial jugà la London War Cup, en la qual fou finalista el 1941 (perdent amb el Reading) però guanyà un any després (vencent al Portsmouth). Acabada la guerra, el club perdé la categoria, baixant el 1953-54 a Tercera Divisió i el 1961-62 a Quarta. El club jugà a tercera i quarta divisió durant les següents dècades. Pel que fa a la FA Cup arribà com a millor classificació a quarts de final el 1989. Després de 45 anys d'absència, assolí pujar a la Segona Divisió (reanomenada First Division) la temporada 1991-92, després de ser campió de Tercera, però tornà a descendir la temporada següent. Des d'aleshores el club ha jugat majoritàriament a la Tercera Divisió (actual Football League One), amb algun descens a la League Two. L'any 2013-2014 va pujar de la Football League One a la Championship. Ara mateix va cinquè a aquesta mateixa lliga.

## Estadis
El primer estadi del club fou el Clifden House Ground, on jugà entre novembre de 1889 i març de 1892. Durans aquests primers anys d'història, el club hagué de canviar sovint de terreny de joc. L'octubre de 1892 s'instal·là a Benn's Field a Little Ealing, i el desembre de 1894 a Shotter's Field, on romangué fins a l'abril de 1898. El mes de setembre del mateix any patí un nou trasllat, aquest cop fins a Cross Roads Ground, a Little Ealing, on jugà fins a l'abril de 1900. El cinquè terreny de joc del club fou Boston Park Cricket Ground, a York Road, utilitzat entre setembre de 1900 i abril de 1904. Finalment, el setembre de 1904 començà a jugar a Griffin Park, el seu estadi actual.
Les quatre graderies reben els següents noms: Ealing Road (est), Bees United (antigament Braemar Road, sud), Bill Axbey (antigament New Road, nord) i Brook Road (oest).
El 7 de desembre de 2007 el club s'assegurà una opció de compra d'uns terrenys a Lionel Road South amb la intenció de construir un nou estadi.

## Palmarès
- Segona Divisió anglesa:
  - 1934-35
- Tercera Divisió anglesa:
  - 1932-33 (sud), 1991-92
- Quarta Divisió anglesa:
  - 1962-63, 1998-99, 2008-09
- London War Cup:
  - 1941-42
- Supporters Direct Cup:
  - 2004, 2008

## Jugadors

### Plantilla 2025-26
A 31 juliol 2025
| N. | Pos. | Nac. | Jugador            |
| -- | ---- | --- | ------------------ |
| 1  | POR  | [[Fitxer:Flag of Ireland.svg\|23x15px\|border \|alt=Irlanda\|link=Selecció de futbol de la República d'Irlanda\|{{#if:\|]]                                                                  | Caoimhín Kelleher  |
| 2  | DEF  | [[Fitxer:Flag of Scotland.svg\|23x15px\|border \|alt=Escòcia\|link=Selecció de futbol d'Escòcia\|{{#if:\|]]                                                                                 | Aaron Hickey       |
| 3  | DEF  | [[Fitxer:Flag of England.svg\|23x15px\|border \|alt=Anglaterra\|link=Selecció de futbol d'Anglaterra\|{{#if:\|]]                                                                            | Rico Henry         |
| 4  | DEF  | [[Fitxer:Flag of the Netherlands.svg\|23x15px\|border \|alt=Països Baixos\|link=Selecció de futbol dels Països Baixos\|{{#if:\|]]                                                           | Sepp van den Berg  |
| 5  | DEF  | [[Fitxer:Flag of Jamaica.svg\|23x15px\|border \|alt=Jamaica\|link=Selecció de futbol de Jamaica\|{{#if:\|]]                                                                                 | Ethan Pinnock      |
| 6  | MIG  | [[Fitxer:Flag of England.svg\|23x15px\|border \|alt=Anglaterra\|link=Selecció de futbol d'Anglaterra\|{{#if:\|]]                                                                            | Jordan Henderson   |
| 7  | DAV  | [[Fitxer:Flag of Germany.svg\|23x15px\|border \|alt=Alemanya\|link=Selecció de futbol d'Alemanya\|{{#if:\|]]                                                                                | Kevin Schade       |
| 8  | MIG  | [[Fitxer:Flag of Denmark.svg\|23x15px\|border \|alt=Dinamarca\|link=Selecció de futbol de Dinamarca\|{{#if:\|]]                                                                             | Mathias Jensen     |
| 9  | DAV  | [[Fitxer:Flag of Brazil.svg\|23x15px\|border \|alt=Brasil\|link=Selecció de futbol del Brasil\|{{#if:\|]]                                                                                   | Igor Thiago        |
| 10 | MIG  | [[Fitxer:Flag of England.svg\|23x15px\|border \|alt=Anglaterra\|link=Selecció de futbol d'Anglaterra\|{{#if:\|]]                                                                            | Josh Dasilva       |
| 11 | DAV  | [[Fitxer:Flag of the Democratic Republic of the Congo.svg\|23x15px\|border \|alt=República Democràtica del Congo\|link=Selecció de futbol de la República Democràtica del Congo\|{{#if:\|]] | Yoane Wissa        |
| 12 | POR  | [[Fitxer:Flag of Iceland.svg\|23x15px\|border \|alt=Islàndia\|link=Selecció de futbol d'Islàndia\|{{#if:\|]]                                                                                | Hákon Valdimarsson |
| 13 | POR  | [[Fitxer:Flag of England.svg\|23x15px\|border \|alt=Anglaterra\|link=Selecció de futbol d'Anglaterra\|{{#if:\|]]                                                                            | Matthew Cox        |
| 14 | MIG  | [[Fitxer:Flag of Portugal (official).svg\|23x15px\|border \|alt=Portugal\|link=Selecció de futbol de Portugal\|{{#if:\|]]                                                                   | Fábio Carvalho     |
| 15 | MIG  | [[Fitxer:Flag of Nigeria.svg\|23x15px\|border \|alt=Nigèria\|link=Selecció de futbol de Nigèria\|{{#if:\|]]                                                                                 | Frank Onyeka       |
| 17 | MIG  | [[Fitxer:Flag of the Netherlands.svg\|23x15px\|border \|alt=Països Baixos\|link=Selecció de futbol dels Països Baixos\|{{#if:\|]]                                                           | Antoni Milambo     |
| 18 | MIG  | [[Fitxer:Flag of Ukraine.svg\|23x15px\|border \|alt=Ucraïna\|link=Selecció de futbol d'Ucraïna\|{{#if:\|]]                                                                                  | Yehor Yarmolyuk    |

| N. | Pos. | Nac. | Jugador                 |
| -- | ---- | --- | ----------------------- |
| 20 | DEF  | [[Fitxer:Flag of Norway.svg\|23x15px\|border \|alt=Noruega\|link=Selecció de futbol de Noruega\|{{#if:\|]]                                  | Kristoffer Ajer         |
| 21 | DEF  | [[Fitxer:Flag of England.svg\|23x15px\|border \|alt=Anglaterra\|link=Selecció de futbol d'Anglaterra\|{{#if:\|]]                            | Jayden Meghoma          |
| 22 | DEF  | [[Fitxer:Flag of Ireland.svg\|23x15px\|border \|alt=Irlanda\|link=Selecció de futbol de la República d'Irlanda\|{{#if:\|]]                  | Nathan Collins (capità) |
| 23 | MIG  | [[Fitxer:Flag of England.svg\|23x15px\|border \|alt=Anglaterra\|link=Selecció de futbol d'Anglaterra\|{{#if:\|]]                            | Keane Lewis-Potter      |
| 24 | MIG  | [[Fitxer:Flag of Denmark.svg\|23x15px\|border \|alt=Dinamarca\|link=Selecció de futbol de Dinamarca\|{{#if:\|]]                             | Mikkel Damsgaard        |
| 25 | MIG  | [[Fitxer:Flag of England.svg\|23x15px\|border \|alt=Anglaterra\|link=Selecció de futbol d'Anglaterra\|{{#if:\|]]                            | Myles Peart-Harris      |
| 26 | MIG  | [[Fitxer:Flag of Turkey.svg\|23x15px\|border \|alt=Turquia\|link=Selecció de futbol de Turquia\|{{#if:\|]]                                  | Yunus Emre Konak        |
| 27 | MIG  | [[Fitxer:Flag of Germany.svg\|23x15px\|border \|alt=Alemanya\|link=Selecció de futbol d'Alemanya\|{{#if:\|]]                                | Vitaly Janelt           |
| 30 | DEF  | [[Fitxer:Flag of Denmark.svg\|23x15px\|border \|alt=Dinamarca\|link=Selecció de futbol de Dinamarca\|{{#if:\|]]                             | Mads Roerslev           |
| 32 | MIG  | [[Fitxer:Flag of England.svg\|23x15px\|border \|alt=Anglaterra\|link=Selecció de futbol d'Anglaterra\|{{#if:\|]]                            | Paris Maghoma           |
| 33 | DEF  | [[Fitxer:Flag of Italy.svg\|23x15px\|border \|alt=Itàlia\|link=Selecció de futbol d'Itàlia\|{{#if:\|]]                                      | Michael Kayode          |
| 39 | DAV  | [[Fitxer:Flag of Brazil.svg\|23x15px\|border \|alt=Brasil\|link=Selecció de futbol del Brasil\|{{#if:\|]]                                   | Gustavo Nunes           |
| 43 | DEF  | [[Fitxer:Flag of England.svg\|23x15px\|border \|alt=Anglaterra\|link=Selecció de futbol d'Anglaterra\|{{#if:\|]]                            | Benjamin Arthur         |
| 45 | DAV  | [[Fitxer:Flag of England.svg\|23x15px\|border \|alt=Anglaterra\|link=Selecció de futbol d'Anglaterra\|{{#if:\|]]                            | Romelle Donovan         |
| —  | POR  | [[Fitxer:Flag of England.svg\|23x15px\|border \|alt=Anglaterra\|link=Selecció de futbol d'Anglaterra\|{{#if:\|]]                            | Ellery Balcombe         |
| —  | POR  | [[Fitxer:Flag of the United States.svg\|23x15px\|border \|alt=Estats Units d'Amèrica\|link=Selecció de futbol dels Estats Units\|{{#if:\|]] | Julian Eyestone         |

### Cedits a altres equips
| N. | Pos. | Nac. | Jugador                                                   |
| -- | ---- | --- | --------------------------------------------------------- |
| 28 | MIG  | [[Fitxer:Flag of England.svg\|23x15px\|border \|alt=Anglaterra\|link=Selecció de futbol d'Anglaterra\|{{#if:\|]]            | Ryan Trevitt (al Wigan fins al 30 de juny de 2026)        |
| 36 | DEF  | [[Fitxer:Flag of South Korea.svg\|23x15px\|border \|alt=Corea del Sud\|link=Selecció de futbol de Corea del Sud\|{{#if:\|]] | Kim Ji-soo (al Kaiserslautern fins al 30 de juny de 2026) |